# Резня в церкви Святого Патрика
Резня в церкви Святого Па́трика (исп. Masacre de San Patricio) — трагические события, произошедшие 4 июля 1976 года в Бельграно, Буэнос-Айрес, Аргентина, когда были убиты священники Альфредо Лиден (исп. Alfredo Leaden), Альфредо Келли (исп. Alfredo Kelly) и Педро Дуффау (исп. Pedro Duffau), а также семинаристы Сальвадор Барбейто и Эмилио Барлетти из ордена «Паллотинов». Это был первый случай стрельбы подобного рода на территории Аргентины.

## Событие
Примерно в час ночи 4 июля 1976 года трое молодых людей, Луис Пинаско, Гильермо Сильва и Хулио Виктор Мартинес, наблюдали за двумя автомобилями, припаркованными перед церковью Святого Патрика районе Бельграно на севере столицы Аргентины. Как сын солдата, Мартинес подумал, что это могло быть частью покушения на его отца, поэтому он пошёл в отделение полиции № 37, чтобы подать жалобу. Через несколько минут к месту происшествия прибыла полицейская машина, и офицер Мигель Анхель Романо поговорил с людьми, которые были подозреваемыми в этом деле. В 2 часа ночи Сильва и Пинаско увидели, как группа людей с винтовками вышла из машин и вошла в церковь. На следующее утро, во время первой мессы, группа верующих, ожидавших перед церковью, обнаружила, что дверь закрыта.
Удивленный ситуацией, молодой Роландо Савино, органист прихода, решил войти через окно и обнаружил на первом этаже в столовой тела пятерых верующих, изрешечённых пулями и выстроившихся лицом вниз в огромной луже крови на красной ковровой дорожке. Убийцы написали мелом на двери:

За товарищей, взорванных в Федеральной безопасности. Мы победим. Да здравствует Отечество.
Оригинальный текст (исп.)Por los camaradas dinamitados en Seguridad Federal. Venceremos. Viva la Patria.

На ковре убийцами были написана следующая фраза:

Эти левые были убиты за то, что они наставляли невинные умы и являются [частью] MSTM.
Оригинальный текст (исп.)Estos zurdos murieron por ser adoctrinadores de mentes vírgenes y son M.S.T.M.

Рядом с телами лежал листок с изображением Мафальды — героини аргентинского комикса.
Аббревиатура MSTM означает Movimiento de Sacerdotes para el Tercer Mundo — аргентинское «Движение священников за Третий мир». Упоминание о «Федеральной безопасности» относится к взрыву бомбы, которую боевики «монтонерос» (чьим девизом был «Венсеремос») совершили двумя днями ранее в столовой штаба федеральной полиции Аргентины, когда погибло 20 человек.
Шестой жертвой мог бы быть отец Родольфо Капалоцца. Однако он по счастливой случайности той ночью остался ночевать в доме своих родителей.

## Расследование
Хунта, пришедшая к власти в результате военного переворота, приписала убийство «подрывным элементам». В официальную версию поверили все масс-медиа, кроме газеты Buenos Aires Herald и одного издания ирландского сообщества.
На следующий день газета La Nación опубликовала статью о бойне, в которую вошёл текст коммюнике командования I района сухопутных войск, в котором говорилось:

Подрывные [левые] элементы трусливо убивают священников и семинаристов. Варварский инцидент произошёл на территории церкви Святого Патрика, что свидетельствует о непатриотичности и безбожии преступников.
Оригинальный текст (исп.)Elementos subversivos asesinaron cobardemente a los sacerdotes y seminaristas. El vandálico hecho fue cometido en dependencias de la iglesia San Patricio, lo cual demuestra que sus autores, además de no tener Patria, tampoco tienen Dios.

Свидетельские показания перед Национальной комиссии по исчезновению людей (CONADEP) в 1984 году показали, что убийства в церкви Сан-Патрисио были совершены «эскадроном смерти» из числа военных по приказу контр-адмирала Рубена Чаморро, главы Школы механиков ВМФ Аргентины (ESMA).

## Память
Пятеро погибших вошли в число 114 христианских религиозных деятелей, убитых военной хунтой во время «Грязной войны». При поддержке архиепископа Буэнос-Айреса кардинала Хорхе Марио Бергольо (ныне папа римский Франциск) был начат процесс их беатификации. По мотивам книги «Резня в церкви Святого Патрика» Эдуардо Кимела в 2008 году режиссёром Пабло Субисарретой был снят документальный фильм «4 июля, резня в церкви Святого Патрика».